# Saint-Martin (Gers)
Saint-Martin é uma comuna francesa na região administrativa de Occitânia, no departamento de Gers. Estende-se por uma área de 9,07 km². Em 2010 a comuna tinha 479 habitantes (densidade: 52,8 hab./km²).